# Harry DeBaecke
Harry Leopold DeBaecke (ur. 9 czerwca 1879 w Filadelfii, zm. 6 listopada 1961 tamże) – amerykański wioślarz, złoty medalista olimpijski.
Wystąpił na igrzyskach olimpijskich w Paryżu w 1900, gdzie amerykańska osada Vesper Boat Club w składzie: William Carr, Harry DeBaecke, John Exley, John Geiger, Edwin Hedley, James Juvenal, Roscoe Lockwood, Edward Marsh i Louis Abell (sternik) zdobyła złoty medal w ósemkach ze sternikiem. Srebrnych medalistów, Belgów z Royal Club Nautique de Gand, Amerykanie wyprzedzili o 6 sekund. Na rozgrywanych cztery lata później igrzyskach olimpijskich w Saint Louis został zgłoszony do startu w ósemkach, jednak ostatecznie nie wziął udziału w zawodach.
W pierwszej dekadzie XX wieku kilkukrotnie zdobywał mistrzostwo kraju. Ponadto w latach 1922-25 pracował jako trener w Vesper Boat Club.